# Vinograd
Vinograd je nasad vinske trte. V njem se prideluje grozdje za predelavo v vino, rozine ali pa se v njem prideluje namizno grozdje. Ob vinogradu pogosto stoji hram ali zidanica, zanj pa je značilen tudi klopotec.

## Zgodovina vinogradništva
Kultura vzgajanja vinske trte je stara okoli 9000 let in se je začela na bližjem vzhodu. Od tam se je razširila v sredozemski prostor, v antično Grčijo, Rimski imperij, od tam pa tudi na naše področje.
Na Slovenskem se je resnejši pristop k vinogradništvu začel v drugi polovici 19. stoletja, ko so se na tem območju začela pojavljati prva večja posestva in tudi prve šole kletarjenja. Razvoj vinogradništva je za kratek čas prekinil pojav trtne uši, ki je v istem času opustošila vinograde v Sloveniji. To je vodilo v popolno obnovo vseh vinogradov in s tem tudi začetek sortnega pridelovanja grozdja in vzgojo novih vrst trt.
Zavetniki vinogradnikov so sveti Urban, sveti Urh in sveti Martin.

## Primerna vinogradniška zemlja
Po navadi se za kraj, kjer bo stal vinograd izberejo prisojne lege, zemlja za vinsko trto pa je različna, odvisna od sorte, ki jo želimo pridelovati. Po navadi se vinogradi zasajeni na strmih pobočjih, z bolj revno zemljo, ki niso primerna za drugačno obliko kmetovanja. Trte uspevajo na različnih tipih zemlje, med katerimi so naslednje prevladujoče:
- jerina je zvrst zemlje, katera je pomešana s kamenčki, na zemlji, ki jo je nanesel potok
- jelovna zemlja
- čista zemlja z dolin
- laporna zemlja oziroma ponekod tudi bela zemlja.

Sicer najbolj primerna zemlja za rast trte je opočna ilovica, prav tako potočna zemlja, saj slednja vsebuje tudi nekaj pomešanega kamenja, kar se odraža pri njeni odpornosti proti suši. Pogostokrat so že v preteklosti obolelim trtam, v zemljo v katero so zasajene, dodajali pepel ter saje. Trta je drugače najbolj rodovitna v 4. letu starosti.

## Obdelava vinogradov
Poleg zasajanja ameriških podlag in cepljenja, so se kmetje ob obnovi vinogradov naučili še marsikaj. Skratka, naučili so se naprednejših metod (na vseh področjih vinogradništva). Spremenil se je sam proces obdelave, vinogradi so tedaj najprej morali biti prekopani, opleti, žveplani, škropljeni, vezani, rezani... Na obrezovanje brajd niso bili tako pozorni, saj so velikokrat pustili, da se trta plete po klenu. Obnova vinogradov pa v Istri ni potekala istočasno oziroma kvalitete vinogradov so se iz kraja v kraj močno spreminjale. Potujoči učitelji so privajali kmete na cepljenje domačih trt na nove ameriške podlage. Nekateri vinogradniki so celo obiskovali skupinske tečaje za pridobivanje novih informacij o načinih delovanja z vinogradi. Tako so se razširili posamezni načini cepljenja:
- V zeleno so se naučili cepiti le v Trstu, ta način se je kasneje razširil v Ospu.
- Bolj pogost način cepljenja, kjer se cepi v razkol je imenovan n' španko.
- Pri kmetih je bilo najbolj razširjeno cepljenje na pisk, pri katerem sta debli rezani v poševno prisekana valja.

Izposojanja orodja ni bilo več veliko, saj so skromna orodja zamenjala razširjena poljedelska orodja. V uporabi so bila predvsem poljedelska orodja za okopavanje kot stren, motika, sapan ter magaja.